# Jiří Čadek
Jiří Čadek (Pavlíkov, 7 dicembre 1935 – 20 dicembre 2021) è stato un calciatore cecoslovacco, di ruolo difensore.